# كهف قويلين ناكويتز
كهف قويلين ناكويتز (بالإسبانية: Guilá Naquitz)‏ في ولاية واهاكا، المكسيك هي موقع الاستئناس المبكر للعديد من المحاصيل الغذائية، بما في ذلك الذرة الصفراء، القرع، اكالاباش خياري، والفاصوليا. هذا الموقع هو موقع أقدم دليل معروف على استئناس أي محصول في القارة، القرع البيبو، بالإضافة إلى أقدم تدجين معروف للذرة.
توجد أدلة على وجود أحافير كبيرة لكلا المحصولين في الكهف. ومع ذلك، في حالة الذرة، تشير دراسات حبوب اللقاح والتوزيع الجغرافي للذرة الحديثة إلى أن الذرة تم تدجينها في منطقة أخرى من المكسيك.

## وصلات خارجية
- Guilá Naquitz Ancient Maize Maps